# Devddesvuopmi
Devddesvuopmi är ett tidigare samiskt viste och ett kulturminnesområde i Dieváivággi (Dividalen) i Målselvs kommun. Det förvaltas av Midt-Troms Museum
Devddesvuopmi ligger i ett område kring Devddesjávri (Dødesvatn) som varit jakt- och fångstområde från stenåldern och fram till nya tiden. Det har varit en sommarboplats för Lainiovuoma sameby. Det var samebyns viktigaste sommarviste från 1923 och dess viktigaste fasta sommarboplats till 1940.
Omkring 15 familjer bodde i Devddesvuopmi mellan maj och september. Samerna slutade använda vistet vid andra världskrigets utbrott  och efter kriget flyttades sommarboplatserna tillbaka till den norska sidan av riksgränsen, men längre österut från Devddesjávri och närmare gränsen. Numera är områdena vid Cievččasjávri i Diváivaggi, i Øvre Dividal nationalpark, en viktig sommarboplats.
Det finns få skriftliga annaler om dessa områden. Översiktsinventeringar och den Svensk-norska renbeteskommissionens rapporter och karta från 1907 indikerar att de flesta fjällområdena i Dieváivággi har en stor potential för nya fynd av samiska kulturminnen.

## Kulturminnen
I området, som ligger öster om sjön har hittats eldstäder, rester efter bostadskåtor, getkåtor, förvaringsgropar, renvallar, tvättplatser, vadställen, fångstgropar och stallogrunder.